# Vaga sexual

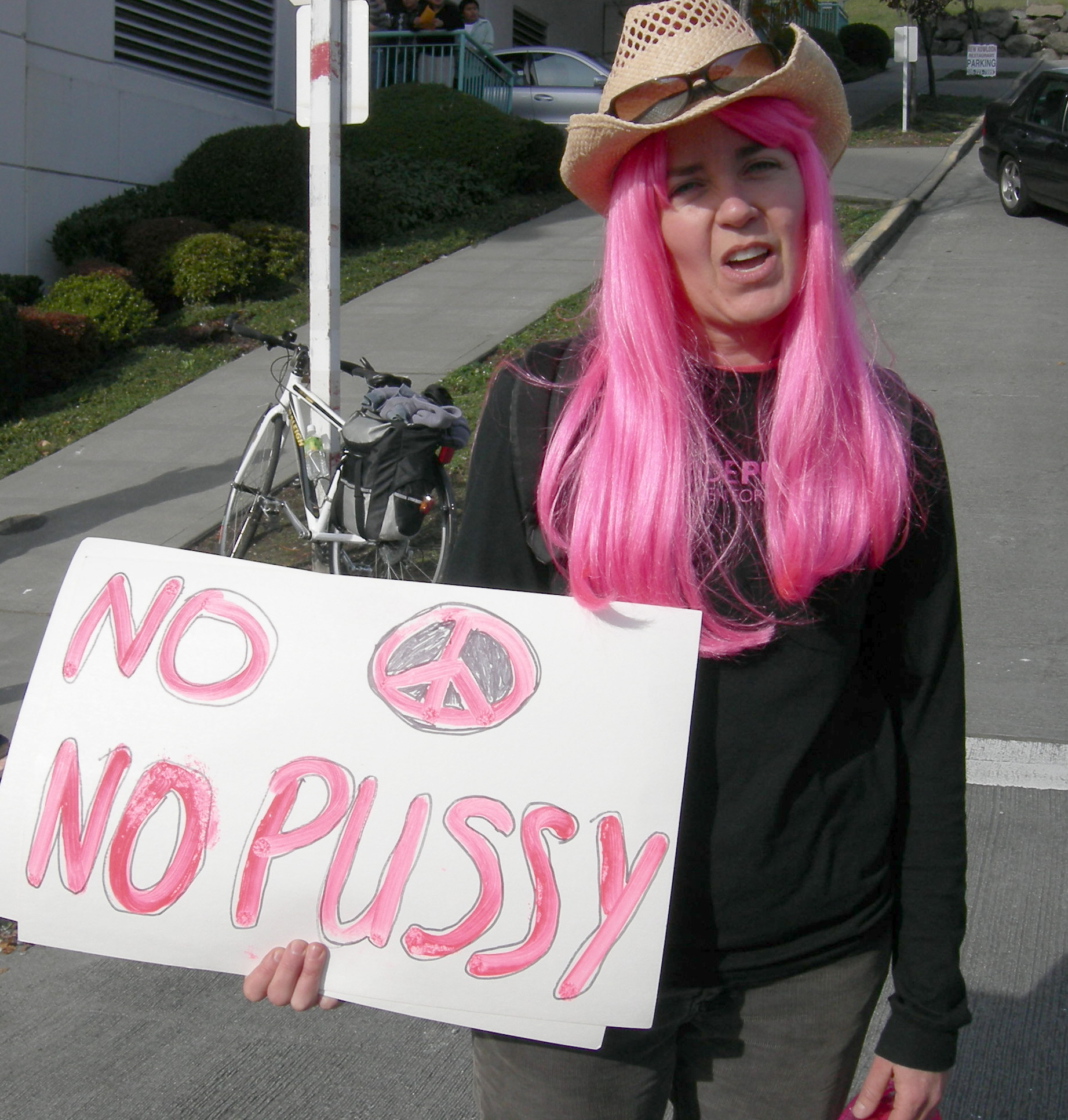
Pancarta de la vaga sexual a Seattle l'octubre del 2007 per a posar fi a la Guerra de l'Iraq.

Una vaga sexual (vaga de sexe, vaga de cames creuades o boicot sexual), és una vaga en la qual una o diverses persones, del mateix o diferent sexe, generalment dones, s'abstenen de mantenir relacions sexuals amb els seus cònjuges o parelles per aconseguir certs objectius polítics o socials. Les vagues sexuals de les quals es té notícia han estat realitzades per dones que han negat als seus companys o marits la pràctica de relacions sexuals amb l'objecte de pressionar per a la resolució d'un conflicte, aconseguir una reivindicació o aconseguir la pau en una guerra.

## Vagues sexuals

### Vaga sexual en la literatura de l'Antiga Grècia (segle V a. I. C.)
El més famós exemple de vaga sexual en l'art de l'Antiga Grècia és l'obra de teatre Lisístrata, de Aristofanes, una comèdia antimilitarista i de resistència no violenta representada per primera vegada en 411 a.I.C. En l'obra les dones, encapçalades per Lisístrata, neguen les relacions sexuals als seus marits, com a part de la seva estratègia per garantir la pau i posar fi a la Guerra del Peloponès.

### Vaga sexual a Libèria (2003)
La vaga de sexe va ser clau per a la pau. En 2003, Leymah Gbowee i l'associació Women of Libèria Mass Action for Peace va organitzar una protesta no violenta que incloïa vaga sexual. Com a resultat de la protesta, les dones van ser capaces d'aconseguir la pau a Libèria després de 14 anys que durava la Segona guerra civil liberiana el que va ajudar a portar al govern del país, a la primera dona en la història de Libèria, Ellen Johnson Sirleaf. Ellen Johnson Sirleaf i Leymah Gbowee van rebre el Premi Nobel de la Pau en 2011.

### Vaga sexual a Colòmbia (2006-2011)
Un intent de vaga de sexe va tenir lloc a l'octubre de 1997, quan el cap de la Forces Militars de Colòmbia, el general Manuel Bonnet va demanar públicament una vaga de sexe entre les esposes i núvies dels membres de les guerrilles, dels narcotraficants, i dels paramilitars (vegeu Faccions del conflicte armat a Colòmbia), com a part d'una estratègia -juntament amb via diplomàtica- per aconseguir un alto-el-foc. Els guerrillers van ridiculitzar les iniciatives, assenyalant el fet que hi havia més de 2.000 dones en el seu exèrcit.
Al setembre de 2006 nombroses esposes i núvies dels membres d'una banda de Pereira a Colòmbia, van iniciar una vaga sexual denominada Vaga de cames creuades per frenar la violència de les colles, en resposta a les 480 morts per violència de les colles a la regió. Segons la portaveu Jennifer Bayer, l'objectiu específic de la vaga era forçar als membres de colles a lliurar les seves armes en compliment de la llei. Segons ells, molts membres de colles que havien participat en crims violents per aconseguir reconeixement i tenir atractiu sexual. La vaga pretenia enviar el missatge que qui no lliurés les armes i no deixés de participar en actes violents perdria el seu status i el seu atractiu sexual. En 2010 la ciutat va mostrar el major descens de la taxa d'homicidis a Colòmbia, en baixar un 26,5%.
En 2011 les dones del municipi de Barbacoes, departament de Nariño van emprendre una vaga de cames creuades que va durar 3 mesos i 19 dies amb l'objectiu que es construís una carretera que unís al poble amb la xarxa viària de Colòmbia. Elles exigien als seus marits que se sumessin a la seva reclamació per a la construcció i pavimentació d'una carretera de 57 quilòmetres. La vaga va funcionar i el projecte va tirar endavant amb el suport del Ministre de Transport.

### Vaga sexual a Kenya (2009)
A l'abril de 2009, un grup de dones de Kenya van organitzar una vaga sexual d'una setmana de durada els destinataris de la qual van ser els polítics de Kenya. La vaga va ser promoguda per les esposes del President i el Primer Ministre de Kenya oferint pagar fins i tot a les prostitutes que se sumessin a la vaga pels ingressos perduts. L'objectiu era forçar als rivals polítics a arribar a acords.

### Vaga sexual a Turquia (2009)
En 2009 les dones de Irka, a Turquia, van decidir protestar davant els seus marits per l'escassetat d'aigua en la localitat. Van plantejar un vaga de sexe, ja que consideraven que els homes no feien gens per solucionar la falta d'aigua.

### Vaga sexual a Bèlgica (2011)
Al febrer de 2011 per Marleen Temmeran la senadora socialista flamenca va proposar la realització d'una vaga de sexe amb l'objecte de pressionar per a la formació un nou Govern a Bèlgica, ja que portava 241 dies sense formar govern.

### Vaga sexual a les Filipines (2011)
Durant l'estiu de 2011, les dones d'una cooperativa costurera de Dau, Mindanao van imposar una setmana de vaga de sexe amb l'objectiu que acabés la violència entre dos pobles i es pogués reconstruir el poble.

### Vaga sexual a Togo (2012)
Dones togolesas van realitzar una vaga de sexe durant una setmana per exigir la dimissió de Faure Gnassingbé, president del país.

### Vaga sexual a Mèxic (2012)
Josefina Vázquez Mota, candidata del Partit Acció Nacional a l'elecció presidencial i d'extracció conservadora, va convocar a les dones del país a no donar Cuchi Cuchi —eufemisme còmic per a l'acte sexual— als seus marits si no votaven per aquest partit o si ells s'abstenien de fer-ho. Va proposar aquesta acció a causa de la seva absència de popularitat i als seus diversos fracassos de campanya que van incloure alcoholisme; va perdre l'elecció per ampli marge, pel que sembla ningú va secundar la seva proposta que solament va servir de mofa.

## Vaga sexual en les arts
La Vaga sexual a més d'en l'obra clàssica Lisístrata, apareix en la pel·lícula Absurdistán, dirigida per Veit Helmer -una comèdia alegórica del gènere art-house-.